# HMS Cassandra (1916)
Pour les articles homonymes, voir Cassandra.
Le HMS Cassandra est un croiseur léger de classe C. Il faisait partie du groupe Caledon de la classe C. Il a été construit par Vickers Limited à Barrow-in-Furness et sa quille a été posée en mars 1916. Il fut lancé le 25 novembre 1916 et mis en service dans la Royal Navy en juin 1917. Le HMS Cassandra a eu une courte carrière : mis en service en juin 1917, il fut coulé par une mine le 5 décembre 1918 lors de l’intervention britannique dans la guerre civile russe.

## Conception
La sous-classe Caledon était une version légèrement plus grande et améliorée de la sous-classe Centaur précédente avec un armement plus puissant. Les navires mesuraient 137,2 m de long, avec une largeur de 13 m et un tirant d'eau maximal de 5 m. Leur déplacement était de 4 190 tonnes à la normale et de 5 030 tonnes à charge maximale. Le HMS Cassandra était propulsé par deux ensembles de turbines à vapeur à engrenages Parsons, chacune entraînant un arbre d'hélice, qui produisaient un total de 40 000 ch (30 000 kW). Les turbines utilisaient de la vapeur produite par six chaudières Yarrow, ce qui lui donnait une vitesse d’environ 29 nœuds (54 km/h). Il transportait 950 tonnes de mazout. Le navire avait un équipage d’environ 400 officiers et autres grades ; cela a augmenté à 437 lorsqu’il a servi de navire amiral.
L’armement principal des navires de la classe Caledon se composait de cinq canons BL de 6 pouces (152 mm) Mk XII montés dans l’axe. Un canon était à l’avant du pont, deux étaient à l’avant et à l’arrière des deux cheminées et les deux derniers étaient à l’arrière, avec un canon surplombant le canon le plus en arrière. Les deux canons antiaériens QF de 3 pouces (76 mm) de 20 cwt étaient positionnés à la suite de l’avant-cheminée. L’armement en torpilles du Caledon était de huit tubes lance-torpilles de 21 pouces (533 mm) en quatre affûts jumelés, deux sur chaque côté. Le HMS Cassandra a été équipé après août 1917 d’un pont d'envol et d’un hangar pour un avion de chasse afin de contrer les Zeppelins allemands,.

## Historique
Le HMS Cassandra a été construit par Vickers Limited à Barrow-in-Furness. Sa quille fut posée en mars 1916, il a été lancé le 25 novembre de la même année et a été achevé en juin 1917.
Le HMS Cassandra rejoint initialement la 6e escadre de croiseurs légers de la Grand Fleet,. Il a subi une mésaventure lorsqu’il s’est échoué avec son sister-ship Caradoc sur Fair Isle le 15 août 1917, mais les deux navires ont été renfloués avec succès. En octobre 1917, le HMS Cassandra faisait partie d’une opération de grande envergure, impliquant 30 croiseurs et 54 destroyers, déployés en huit groupes à travers la mer du Nord pour tenter d’arrêter une sortie présumée des forces navales allemandes en mer du Nord. La 6e escadre de croiseurs légers, y compris le HMS Cassandra, a été chargée de patrouiller au large de Horns Rev. Malgré ces mesures, les deux croiseurs légers allemands Bremse et Brummer parviennent à échapper aux patrouilles, déployées en attendant une action allemande plus au sud, et attaquent le convoi régulier entre la Norvège et la Grande-Bretagne, coulant neuf navires marchands et deux destroyers, les Mary Rose et Strongbow avant de rentrer sains et saufs en Allemagne,.
Après la fin de la Première Guerre mondiale, la 6e escadre de croiseurs légers, y compris le HMS Cassandra, faisait partie d’une force envoyée en mer Baltique sous le commandement du contre-amiral Edwyn Alexander-Sinclair pour soutenir l’indépendance des Pays baltes nouvellement fondés contre les bolcheviks. Le 5 décembre 1918, les forces d’Alexander-Sinclair étaient de passage à Tallinn, menacées par une armée bolchevique, lorsque le HMS Cassandra a heurté une mine, faisant partie d’un champ de mines allemand non répertorié, près de Saaremaa dans le golfe de Finlande. Le HMS Cassandra coule rapidement, mais la plupart de ses membres d’équipage sont secourus par les destroyers Westminster et Vendetta. Seulement onze hommes furent perdus : dix ont été tués par l’explosion initiale tandis qu’un homme est tombé par-dessus bord lors de la tentative de sauvetage),.

## Redécouverte
La marine estonienne et le Musée maritime estonien ont annoncé en août 2010 qu’ils avaient localisé les épaves du HMS Cassandra et deux sloops de classe Flower, les HMS Myrtle et HMS Gentian, près de l’île de Saaremaa à des profondeurs de 200 à 330 pieds (60 à 100 m). En 2021, le navire de recherche HMS Echo a déterminé l’emplacement de l’épave dans 154 pieds (47 m) de profondeur d’eau. La proue est déchirée et est située à environ 66 pieds (20 m) du reste de la coque du croiseur.